# Claudio Martelli
Claudio Martelli (Gessate, 24 settembre 1943) è un politico, giornalista, scrittore e conduttore televisivo italiano.
Esponente del Partito Socialista Italiano, dei Socialisti Democratici Italiani e del Nuovo PSI, fu il braccio destro di Bettino Craxi, presidente del Consiglio socialista dal 1983 al 1987. Dal 2020 è direttore del giornale Avanti!.

## Biografia

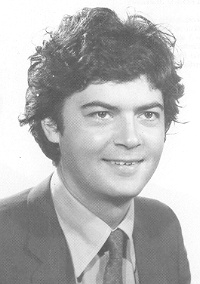
Claudio Martelli nel 1979

A soli 13 anni si iscrive al Partito Repubblicano Italiano. Ha frequentato il liceo classico "Giosuè Carducci" di Milano, lo stesso frequentato da Massimo Fini (che gli fu compagno di banco) e Bettino Craxi.
Si è laureato in filosofia presso l'Università degli Studi di Milano e ha lavorato come assistente nella facoltà di Lettere e Filosofia del medesimo ateneo, prima di entrare in politica. Aderisce all'unità socialista nel 1966 e comincia la carriera nei quadri locali milanesi socialisti. Viene chiamato a Roma da Bettino Craxi nel 1976, lascia la carriera accademica ed entra nella direzione nazionale del Partito Socialista Italiano. Nel 1979 viene eletto deputato nella circoscrizione Mantova-Cremona. Nel 1981, in occasione del congresso del PSI a Palermo, diviene uno dei due vicesegretari del partito accanto a Valdo Spini.
Nel 1984 al congresso di Verona diviene vicesegretario unico e in giugno viene eletto al Parlamento europeo nella Circoscrizione Italia centrale. Su indicazione di Craxi, nel luglio 1989 diviene vicepresidente del Consiglio dei ministri dei governi Andreotti VI e Andreotti VII, e contestualmente lascia la carica di vicesegretario PSI. Nel 1990 è autore di un importante decreto-legge sull'immigrazione che di lui porta il nome (convertito in legge, legge Martelli).
Dal 2007 è iscritto all'Ordine dei giornalisti come giornalista pubblicista.

### Ministro di grazia e giustizia (1991-1993)
Il 2 febbraio 1991 diviene anche Ministro di grazia e giustizia a seguito della nomina di Giuliano Vassalli, suo predecessore alla guida di tale Ministero, come giudice della Corte costituzionale da parte del presidente della Repubblica Francesco Cossiga. In qualità di guardasigilli Claudio Martelli diventa il principale sostenitore ed assertore delle attività giudiziarie del magistrato Giovanni Falcone, che viene da lui chiamato al Ministero con il compito di dirigere la Direzione Generale degli Affari Penali. In quel periodo Claudio Martelli e Giovanni Falcone lavorarono al progetto di una Superprocura Antimafia. La vicinanza di Giovanni Falcone a Claudio Martelli costò al magistrato siciliano violenti attacchi da parte del Partito Democratico della Sinistra e del sindaco di Palermo Leoluca Orlando, fondatore del movimento politico La Rete; quest'ultimo sferrò un duro attacco personale a Giovanni Falcone durante il programma televisivo Samarcanda su Rai 3, condotto da Michele Santoro, accusandolo di "tenere nei cassetti i dossier".
In merito Martelli dichiarerà: «È lo stesso Falcone a dare una spiegazione a quella insinuazione atroce rivolta verso il giudice che debellò la cupola mafiosa». Secondo Martelli, Falcone non aveva una gran voglia di affrontare quell'argomento durante l'audizione al CSM, poi, dopo l’insistenza dei componenti: «lo dice chiaro e tondo: "Forse il sindaco di Palermo non ha sopportato che io indagassi su grandi appalti che riguardano l'illuminazione e le fognature di una grande città, perché ci sono appalti e appalti: i piccoli e quelli miliardari. E io indagando su quelli miliardari, nel caso di Palermo ho scoperto che con Orlando sindaco, Ciancimino era tornato a imperare». Martelli ricorda poi il contesto nel quale collocare quegli eventi: «Eravamo nel 1991, e si voleva considerare Ciancimino fuori dai giochi, ma non era così. Questa era la cosa che fece impazzire di rabbia Orlando. L'accusa rivolta a Falcone sarebbe una ritorsione polemica». La nomina di Falcone all'UAP fu peraltro valutata negativamente dall'Associazione nazionale magistrati.

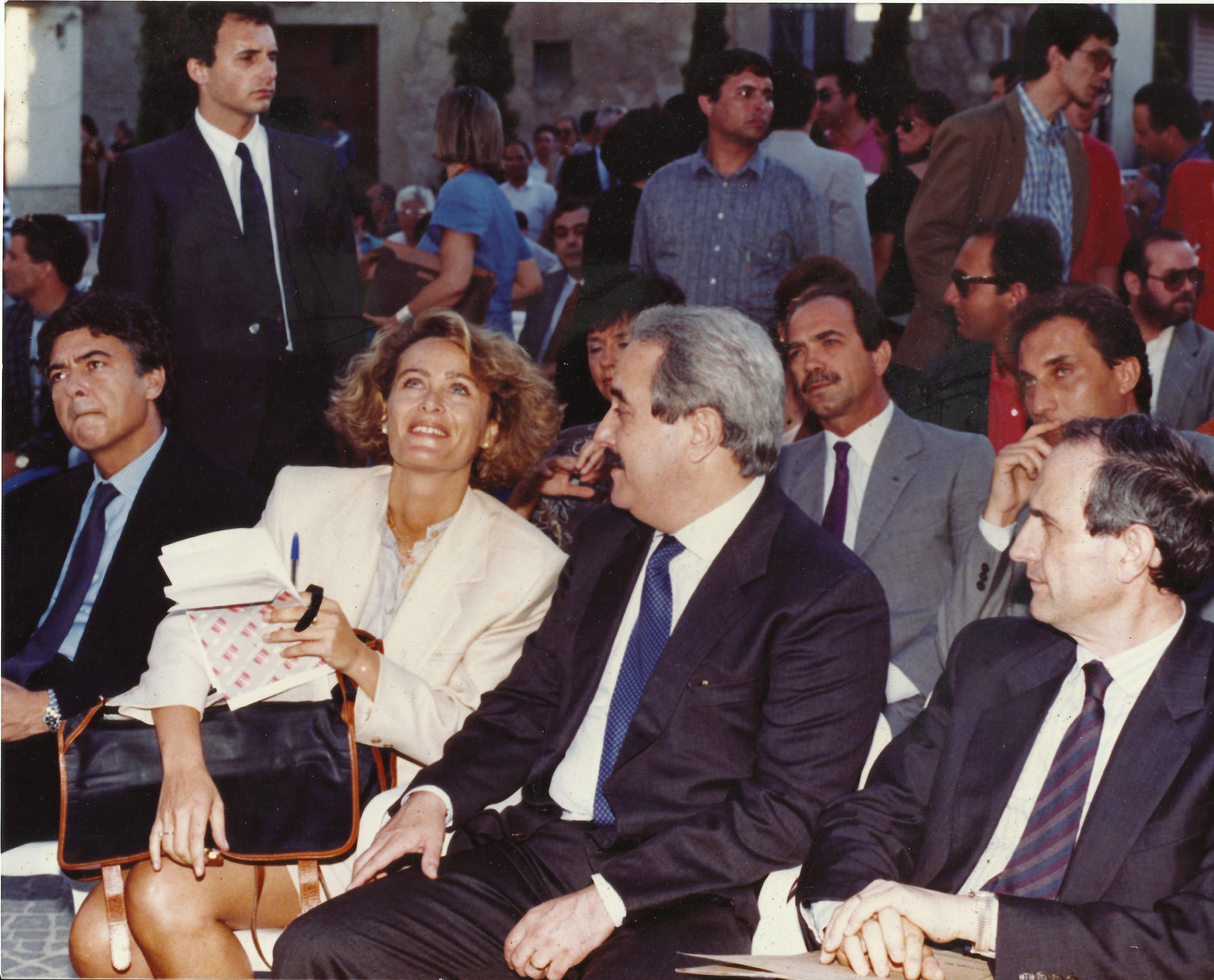
Claudio Martelli, Marida Lombardo Pijola, Giovanni Falcone e Salvo Andò a Racalmuto nel 1991 durante un incontro in memoria di Leonardo Sciascia.

A seguito della strage di Capaci del 23 maggio 1992, dove persero la vita Falcone, la moglie e gli uomini della sua scorta, fu introdotto dal decreto-legge 8 giugno 1992, n. 306 (cosiddetto Decreto antimafia Martelli-Scotti), convertito nella legge 7 agosto 1992, n. 356, il regime di carcere duro ed un secondo comma all'articolo 41bis, che consentiva al Ministro della Giustizia di sospendere per gravi motivi di ordine e sicurezza pubblica le regole di trattamento e gli istituti dell'ordinamento penitenziario nei confronti dei detenuti facenti parti dell'organizzazione criminale mafiosa. A seguito delle elezioni politiche del 1992, considerate le ultime della cosiddetta Prima Repubblica, e l'inizio della XI legislatura fu riconfermato Ministro di Grazia e Giustizia nel Governo Amato I (formato dal Quadripartito). La sua permanenza duro fino all'anno successivo, il 1993, quando dovette dimettersi a causa dell'avviso di garanzia riguardante il Crac dell'Ambrosiano.
Anche sul fronte opposto l'impegno antimafia del Ministro fu ferocemente criticato, in quanto suppostamente in conflitto con scambi elettorali che in precedenza avrebbero visto confluenze di consensi siciliani sul PSI: pentiti come Angelo Siino, Nino Giuffrè e Gaspare Spatuzza lamentarono - nelle loro confessioni di un decennio dopo - che «quei quattro “crasti” socialisti ( [...] ) prima si erano presi i nostri voti, nell'87, e poi ci avevano fatto la guerra». L'addebito fu risolutamente respinto da Martelli, che si è sempre riconosciuto solo nella seconda parte della frase, quella per cui lui stesso dice di sé: "sono io uno di quei "crasti" (cornuti) socialisti che hanno fatto la guerra alla mafia».

### Ultimi anni
Durante Mani pulite, nel 1993, Martelli è candidato ad assumere la guida del PSI, ma a seguito di un avviso di garanzia - per concorso sulla bancarotta fraudolenta del Banco Ambrosiano, da cui il PSI aveva attinto il "conto protezione" su cui per quindici anni i giudici di Milano avevano invano indagato, fino alle decisive chiamate in correità di Licio Gelli e Silvano Larini - il 10 febbraio si dimette da ministro della Giustizia. Successivamente, fonderà l'associazione umanitaria Opera e quella civile Società Aperta nel 1996. Diventa direttore di Mondoperaio nel 1997.
Dopo l'abbandono temporaneo della politica, nel 1998 è consulente del Ministro Livia Turco nella commissione per le politiche d'integrazione degli immigrati e della Consulta degli immigrati, incarico da cui si dimette a seguito di divergenze politiche con il governo. È eletto eurodeputato nel 1999 per i Socialisti Democratici Italiani nella circoscrizione Italia centrale. Esce dallo SDI nel 2000 e successivamente aderisce alla Lega Socialista: di conseguenza viene espulso dal gruppo socialista al Parlamento europeo ed entra in quello liberaldemocratico. Nel 2001 fonda assieme a Gianni De Michelis e Bobo Craxi il Partito Socialista - Nuovo PSI, di cui diventa portavoce. Abbandona la politica ancora una volta nel 2005.
Nel 2005 conduce il programma televisivo "Claudio Martelli racconta" su Canale 5; dal 4 ottobre 2005 al 27 aprile 2006 presenta il programma di seconda serata L'incudine su Italia 1; nell'autunno 2006 conduce Flash Back, su Canale 5, la mattina del sabato. Sempre dal 2005 cura fino al 2008 un suo spazio editoriale: Osservatorio, sul settimanale Oggi. Un anno dopo, torna in TV, stavolta a spiegare, attraverso appuntamenti giornalieri su Canale 5, la Costituzione Italiana. Nel 2011 si candida per il consiglio comunale di Siena, nelle file del Nuovo Polo, ma non viene eletto.
Il 1º maggio 2020 torna in edicola l'Avanti! con Martelli come direttore e la rivista Critica Sociale come editore; il giornale ha cadenza quindicinale e una tiratura di 5 000 copie. Tuttavia, il Partito Socialista Italiano, edita già l'Avanti! online come testata di partito sotto la direzione di Mauro Del Bue.
Nel 2020, in occasione del referendum costituzionale sulla riduzione del numero dei parlamentari legato alla riforma avviata dal governo Conte I guidato dal Movimento 5 Stelle assieme alla Lega e concluso dal governo Conte II guidato dalla coalizione M5S e PD, annuncia di schierarsi per il NO.
Il 14 luglio 2022 si è sposato civilmente con la deputata del Partito Democratico Lia Quartapelle.
Martelli è tifoso dell'Inter.

## Procedimenti giudiziari

### Tangentopoli
Nello scandalo Tangentopoli, a riguardo del finanziamento illecito al PSI, Martelli è stato condannato a 8 mesi di reclusione nel 2000, pena sospesa con la condizionale, dopo aver confessato, per aver ricevuto da Carlo Sama 500 milioni di lire in contanti nel caso della maxitangente Enimont.
Secondo gli atti processuali, Roberto Calvi avrebbe pagato tangenti a Martelli durante la vicenda del Banco Ambrosiano; tuttavia in questo caso non è stato condannato.

### Trattativa Stato-mafia
Il suo nome è stato nuovamente all'attenzione delle cronache giudiziarie nell'ambito del processo sulla trattativa Stato-mafia, allorquando l'ex killer di Cosa nostra Francesco Onorato ha raccontato dell'avvio della strategia stragista disposta da Totò Riina dopo la sentenza del maxiprocesso: "Nella lista delle persone da uccidere, come seppi da Salvatore Biondino, l'ambasciatore della commissione, c'erano Lima, Andreotti e suo figlio, gli ex ministri Mannino, Vizzini, ma anche Martelli", salvo poi dire di aver avuto in precedenza uno scambio di favori con DC e PSI, prima di quello che a suo dire venne considerato da Riina il voltafaccia del Maxiprocesso con Martelli ed Andreotti impegnati in primo piano nella lotta alla mafia. La risposta ad Onorato di Martelli stronca sul nascere ogni illazione"o sbaglia date, o hanno trascritto male quello che ha detto. Sta di fatto che io in Sicilia sono stato candidato solo una volta, nel 1987. Ma diventai ministro della Giustizia quattro anni dopo. E di questa storia della mafia che vota il Partito socialista sono anni che se ne parla, a sproposito. Primo, perché nel 1987 il Psi fece il record storico e l’incremento dei voti in Sicilia fu pari a quello ottenuto nel resto del Paese".

## Nella cultura di massa
- Claudio Martelli è stato uno dei primi politici ad essere imitati da Sabina Guzzanti agli esordi nel varietà satirico Avanzi.
- Claudio Martelli è anche l'autore di una serie radiofonica su Radio Due intitolata Quell'estate del '92 in cui parla dei suoi rapporti con Craxi e di Tangentopoli.

### Cinema
- Nel 1991 Daniele Luchetti diresse il film Il portaborse, il cui protagonista Cesare Botero, interpretato da Nanni Moretti, è stato giudicato ispirato alla figura, tra gli altri, di Claudio Martelli.[15][16]
- Nel film Giovanni Falcone di Giuseppe Ferrara è presente la sua figura (all'epoca era Ministro di grazia e giustizia); il suo ruolo fu interpretato dall'attore Giampiero Bianchi.

## Opere
- Socialisti a confronto. Saggio sul 40º Congresso del PSI. Con una sintesi degli interventi principali, Milano, SugarCo, 1976.
- Progetto spettacolo. Le proposte di riforma del PSI per cinema, musica e teatro, a cura di, Venezia, Marsilio, 1979.
- Il rinnovamento socialista, Milano, Biblioteca rossa, 1979.
- Musica e industria in Italia, a cura di Claudio Martelli e Carlo Fontana, Milano, Edizioni di Musica Viva, 1981.
- Progetto arti visive. Arti visive ed enti locali: le proposte del PSI, a cura di, Venezia, Marsilio, 1981.
- Quella parte di cinema chiamata televisione. Verso l'integrazione del sistema audiovisivo, a cura di, Milano, Guanda, 1981.
- Per una alleanza riformatrice tra il merito e il bisogno, Roma, PSI, 1982.
- Il merito e il bisogno, Milano, SugarCo, 1987; Milano, La nave di Teseo, 2023.
- Ricordati di vivere, Milano, Bompiani, 2013. ISBN 978-88-452-7418-3.
- L'antipatico. Bettino Craxi e la grande coalizione, Milano, La nave di Teseo, 2020. ISBN 9788834601464.
- Vita e persecuzione di Giovanni Falcone, Milano, La nave di Teseo, 2022. ISBN 978-8834610008.